# Wild Frontier
Wild Frontier är ett studioalbum av den brittiske blues- och rockartisten Gary Moore, släppt i mars 1987. 
Första singeln "Over the Hills and Far Away" släpptes i december 1986 och blev en stor hit, särskilt i Skandinavien, där den blev etta på topplistan i både Norge och Finland och sjua på Sverigetopplistan.
Albumets avslutande låt "Johnny Boy" är tillägnad Philip Lynott som dog året innan albumet släpptes. På albumets omslag står det "For Philip" på baksidan längst ner i högra hörnet. Låten "Friday On My Mind" är en coverversion av The Easybeats låt från 1966. SVT programmet Norra Magasinet hade låten "The Loner" som vinjett.
Albumet innehöll inga riktiga trummor, och istället användes trummaskiner, och tre av låtarna producerades av Peter Collins, som även producerade album med Rush och Queensrÿche. Bob Daisley var basist, och Neil Carter spelade klaviatur. I april 1987 nådde turnén både Scandinavium och Johanneshovs Isstadion, och Eric Singer spelade trummor i bandet.

## Låtlista

### Sida A
1. Over The Hills And Far Away - 5.22
2. Wild Frontier - 4.14
3. Take A Little Time - 4.05
4. The Loner - 5.56

### Sida B
1. Friday On My Mind - 4.12
2. Strangers In The Darkness 4.38
3. Thunder Rising - 5.42
4. Johnny Boy - 3.13

### CD (Remastrerad Version 2003)
1. Over The Hills And Far Away - 5.22
2. Wild Frontier - 4.14
3. Take A Little Time - 4.05
4. The Loner - 5.56
5. Friday On My Mind - 4.12
6. Strangers In The Darkness 4.38
7. Thunder Rising - 5.42
8. Johnny Boy - 3.13
9. Over The Hills And Far Away (12" Version) - 7.26
10. Wild Frontier (12" Version) - 6.41
11. Crying In The Shadows - 5.09
12. The Loner (extended mix) - 7.16
13. Friday on my mind (12" Version) - 6.15
14. Out in the Fields (live) - 5.28